# Andrés Iniesta
Andrés Iniesta Luján, mer känd som Andrés Iniesta, född 11 maj 1984 i Fuentealbilla, Albacete, är en spansk före detta professionell fotbollsspelare (mittfältare).

## Klubbkarriär
Iniesta skrev kontrakt för FC Barcelona som 12-åring. Han gjorde sin första match för klubben i Champions League 29 oktober 2002 mot Club Brugge KV. Han spelade i ligan elva gånger under säsongen 2003–2004, oftast som avbytare för Xavi. Iniesta gjorde ett mål under säsongen, som laget avslutade på andra plats.
Säsongen 2004–2005 fick Iniesta en permanent plats i A-truppen och var med i 37 av 38 ligamatcher, flest av alla spelare i laget. Han gjorde många assist genom passningar till Samuel Eto'o och Ronaldinho, och gjorde själv mål två gånger.
Iniestas framgångar fortsatte säsongen 2005–2006 och han fick ofta spela från start på grund av lagkamraten och ordinarie mittfältaren Xavis skada. Tack vare mycket speltid fick han en bra chans att fortsätta utvecklas som mittfältare och fick mycket beröm av tränaren Frank Rijkaard.
2006 fick Iniesta för första gången lyfta Joan Gamper-pokalen, då FC Barcelona besegrade Bayern München med 4–0. Under matchen var han lagkapten för laget.
Iniestas kontrakt med FC Barcelona löpte fram till 2016 efter att han hade förlängt ett kontrakt som hade gått ut år 2014.
I 93:e minuten avgjorde Iniesta matchen för FC Barcelona mot Chelsea i Champions Leagues semifinal 2009. Detta förde Barcelona vidare till en final mot Manchester United. I finalen, som Barcelona vann, gjorde Iniesta assist till Eto'o som gjorde det första målet. Säsongen 2008–2009 vann Iniesta "Trippeln" med FC Barcelona för första gången. Iniesta är numera[när?] en av världens bästa innermittfältare och har utvecklats under Guardiolas tid i Barcelona.
Säsongen 2009–2010 var kanske Iniestas bästa säsong, då han gjorde många assist och ett antal mål, samt det vinnande målet i finalen i VM 2010 i Sydafrika som tog Spanien till VM-guld mot Holland. Iniesta blev nominerad till Ballon d'Or-finalen, men Leonel Messi fick utmärkelsen för andra året i rad och Iniesta kom på andra plats.
Säsongen 2010–2011 gjorde Iniesta många assist i FC Barcelona. Han vann alla titlar med Barcelona förutom Copa del Rey.
Säsongen 2011–2012 blev Iniesta den bästa mittfältaren i La Liga, och han blev utsedd till Europas bästa fotbollsspelare 2012 framför lagkamraten Lionel Messi och Cristiano Ronaldo. Han blev också nominerad till Ballon D'or 2012 tillsammans med Messi och Ronaldo, men utmärkelsen gick till Messi.
Säsongen 2014–2015 vann han sin fjärde Champions League-final när Barcelona vann över Juventus med 3–1. Han spelade även fram till Barcelonas första mål och blev utsedd till matchens bästa spelare.
Från säsongen 2015–2016 var Iniesta lagkapten för Barcelona. Den 28 april 2018 bekräftade han att han skulle lämna FC Barcelona efter säsongens slut. Den 20 maj 2018 spelade Iniesta sin sista match och byttes ut mot Paco Alcacer i den 82:a minuten.

## Internationell karriär
2001 spelade Iniesta sin första landslagsturnering, med Spaniens U16-lag, och hjälpte laget att vinna UEFA:s U16-mästerskap. Året därpå var han med i U19-laget. Han har även varit lagkapten för Spaniens U21-lag vid ett flertal tillfällen.
Iniesta spelade en match för Spaniens landslag i fotbolls-VM 2006, men spelade sin första match med laget i en vänskapsmatch mot Ryssland 15 maj 2006. Den 7 februari 2007 gjorde han sitt första mål i landslaget i en träningslandskamp mot England genom en volleyspark, varpå bollen gick in i mål via ribban. I Europamästerskapet i fotboll 2008 var Iniesta ordinarie hela turneringen och var den enda spanska spelaren som spelade samtliga matcher från start. Efter att han gjorde kvitteringen mot Chelsea 6 maj 2009 i Champions League, blir han nu kallad "Sankt Andrés Iniesta".
Han avgjorde även VM-finalen 2010 mot Nederländerna med sitt mål i den 116:e minuten vilket gjorde så att Spanien blev världsmästare i fotboll för första gången. Och blev därefter matchhjälten som skrev in Spanien till historien då de vann ett VM-guld efter samarbete av Kastilianer och Katalaner. Under EM 2012 vann Iniesta turneringen igen, och han valdes till turneringens bästa spelare och visade att han är en av de bästa mittfältarna i världen. Han spelade även samtliga matcher i VM 2014 där Spanien åkte ut i gruppspelet. Iniesta var även en del av det spanska landslaget som skulle försvara EM-titeln i Frankrike 2016 och spanjorerna inledde bra med 1-0 mot Tjeckien efter Iniesta spelat fram Piqué i slutminuterna av matchen. Det skulle däremot inte försvara sin titel från 2012 då Italien vann med 2-0 i åttondelsfinalen och fick därmed revansch för finalförlusten 4 år tidigare där Spanien vann med 4-0. 

### Spelstil och attityd
Liksom före detta radarpartnern Xavi Hernandez på Barcelonas innermittfält anses Iniesta allmänt vara en av världens bästa spelare. Han har också varit nominerad (bland tre finalister) till Fifas pris som världens bäste spelare, som bäst ovannämnda andra plats år 2010. Liksom Xavi har Iniesta en lysande teknik och spelförståelse, han är även mycket skicklig på att i hög fart kunna dribbla sig förbi motståndaren och slå avgörande passningar. Egenskaper som gör honom till en mycket viktig spelare i både klubb och landslag. 
Trots att Iniesta numer räknas bland fotbollens superstjärnor håller han en mycket låg profil utanför planen. Därför kallas han ibland "antigalacticon" med hänvisning till Real Madrids "Los galacticos" i början av 2000-talet med Zinedine Zidane, Luís Figo, David Beckham mfl

## Meriter

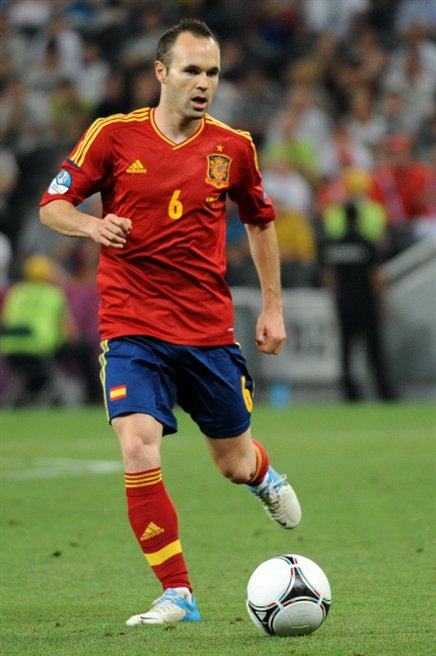
Andrés Iniesta med Spanien i EM 2012

### FC Barcelona
- La Liga: 2004/2005, 2005/2006, 2008/2009, 2009/2010, 2010/2011, 2012/2013, 2014/2015, 2015/2016, 2017/2018
- Uefa Champions League: 2005/2006, 2008/2009, 2010/2011, 2014/2015
- Copa del Rey: 2008/2009, 2011/2012, 2014/2015, 2015/2016, 2016/2017, 2017/2018
- Supercopa de España: 2005, 2006, 2009, 2010, 2011, 2013, 2016
- Uefa Super Cup: 2009, 2011, 2015
- Världsmästerskapet i fotboll för klubblag: 2009, 2011, 2015

### Spanien
- UEFA U16-Mästerskapet
- UEFA U19-Mästerskapet
- EM-Guld 2008
- VM-Guld 2010
- EM-Guld 2012

### Individuellt
- FIFA World XI Team 2009, 2010, 2011, 2012, 2013, 2014, 2015, 2016, 2017 (FIFA:s Världslag)
- UEFA Player of the year 2011/2012

## Fotnoter
1. ↑  "8 A. Iniesta". Arkiverad 25 september 2015 hämtat från the Wayback Machine. fcbarcelona.cat. Läst 5 november 2015. (katalanska)
2. ↑  https://onefootball.com/en/news/andres-iniesta-confirms-his-retirement-from-football-40139949 (engelska)